# Divine Trash
Divine Trash es un documental de 1998 dirigido por Steve Yeager acerca de la vida y obra del cineasta John Waters.

## Participaciones
- Steve Yeager
- John Waters
- Robert Shaye
- Mink Stole
- Divine (metraje de archivo)
- Edith Massey (metraje de archivo)
- Herschell Gordon Lewis
- Danny Mills
- Mary Vivian Pearce
- Vincent Peranio
- Paul Swift
- John Pierson
- Hal Hartley
- Steve Buscemi
- Jim Jarmusch
- Channing Wilroy
- Mary Avara

## Datos
Kenneth Anger y Russ Meyer no quisieron ser entrevistados para el documental.